# Francis Howard, I conte di Effingham
Francis Howard (1683 – 12 febbraio 1743) è stato un nobile e militare inglese.

## Biografia
Era figlio di Francis Howard, V barone Howard di Effingham e di Philadelphia Pelham.
Il 26 luglio 1722 venne fatto capitano e Luogotenente-colonnello nelle Guardie Scozzesi.
Succedette come barone Howard di Effingham nel 1725, alla morte del fratello maggiore Thomas Howard.
Continuò a conseguire promozioni nell'esercito e fu fatto luogotenente e luogotenente-colonnello nelle guardie dei granatieri a cavallo il 15 luglio 1731.
Venne creato conte di Effingham l'8 dicembre di quell'anno e Deputy Earl Marshal il 13 dicembre.
L'anno seguente, il 22 luglio 1732 venne nominato colonnello del reggimento di fanteria, che mantenne fino al 1737.
Il 21 giugno 1737 divenne capitano e colonnello della guardie dei granatieri a cavallo con il grado di colonnello della cavalleria e fu promosso brigadiere-generale il 2 luglio 1739.
Il 22 dicembre 1740 divenne capitano e colonnello della quarta truppa delle guardie a cavallo.
Morì nel febbraio del 1743 e gli succedette il figlio maggiore Thomas.